# Ivan Roukavichnikov
Ivan Sergueïevitch Roukavichnikov (Ива́н Серге́евич Рукави́шников), né le 3 (15) mai 1877 à Nijni Novgorod et mort le 9 avril 1930 à Moscou, est un écrivain et poète symboliste russe de l'âge d'argent. Il est devenu célèbre pour ses expériences formelles sur le discours poétique et il a publié 20 volumes de ses œuvres.
Il a organisé deux musées à Nijni Novgorod.

## Biographie
Ivan Roukavichnikov naît dans une famille richissime de Nijni Novgorod, fils du millionnaire Sergueï Mikhaïlovitch Roukavichnikov qui possédait un immense hôtel particulier, l'hôtel Roukavichnikov donnant sur le quai supérieur de la Volga. Il étudie à l'Institut noble de Nijni Novgorod, mais à cause de la tuberculose il doit interrompre ses études pour se soigner dans des sanatoriums et il continue ses études ensuite au lycée moderne (et non au lycée classique). Il se passionne pour la peinture et prend des leçons auprès d'Andreï Kareline, puis s'intéresse à l'histoire et poursuit ses études à l'Institut d'archéologie de Saint-Pétersbourg. Il voyage beaucoup en Russie et à l'étranger. Il se tourne vers la prose sous l'influence de Maxime Gorki et de Vladimir Korolenko. La sortie de son roman Le Genre maudit («Проклятый род») en 1912 lui vaut les foudres de son père qui lui coupe les vivres et il demeure sans un sou dans la capitale impériale. Son père meurt en 1914.

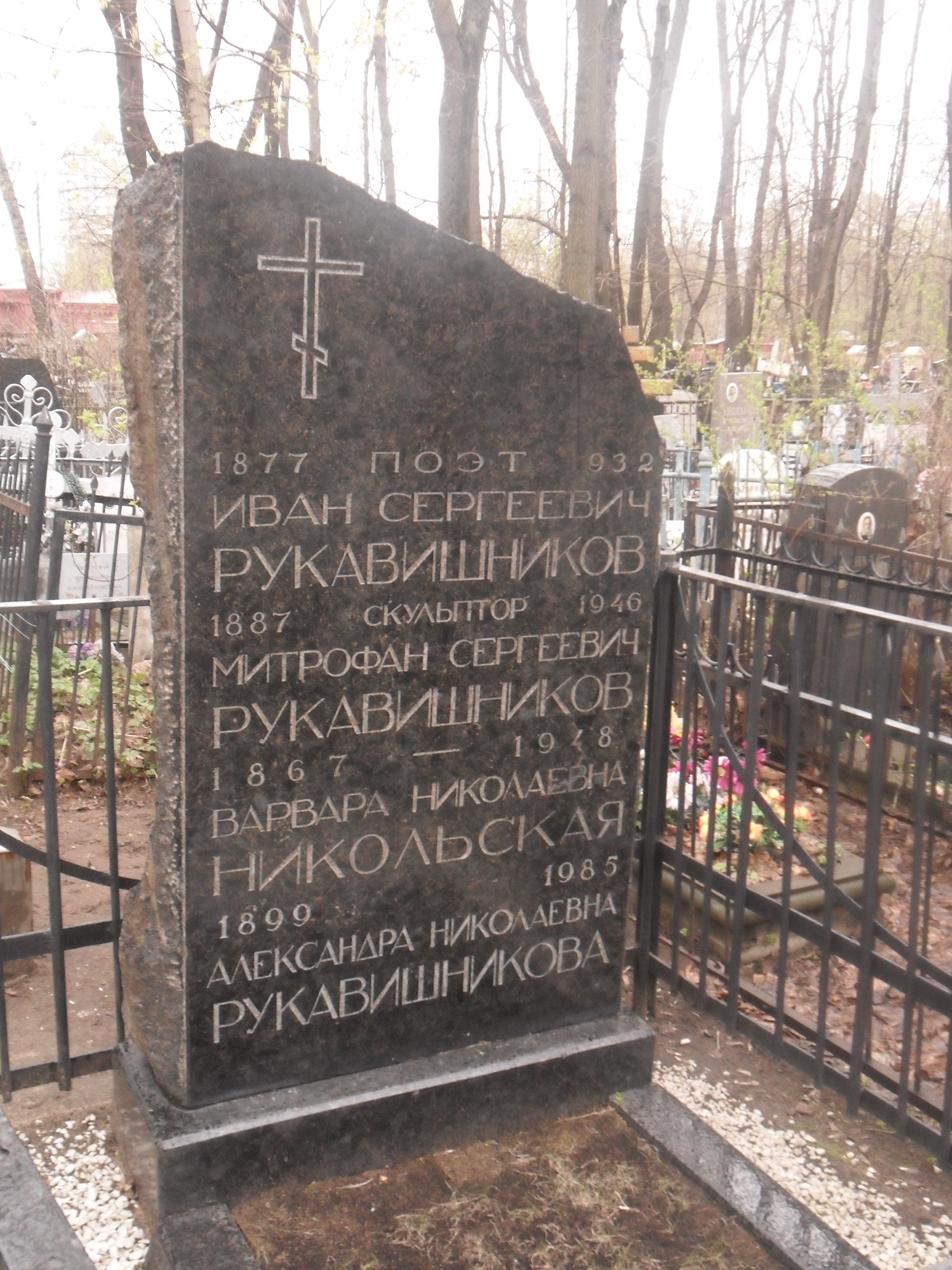
Tombe des Roukavichnikov au cimetière Vagankovo de Moscou.

Il commença à publier des nouvelles à partir de 1896 dans les journaux de Nijni Novgorod et de Samara. Son premier livre de poésies et de prose sortit en 1901. Après avoir déménagé à Saint-Pétersbourg, il collabora à différents journaux et revues Les Nouvelles de la Bourse, Zavieti, La Balance, La Toison d'or, etc. Il s'enthousiasma pour la révolution de 1905 en s'exprimant par ses vers « Qui est pour nous, viens nous rejoindre! » («Кто за нас — иди за нами!»)  et en collaborant aux travaux des SR.
Cependant Roukavichnikov s'adonnait à la vodka pensant que cela le soignerait de la tuberculose. Boris Sadovskoï écrit: « Mon compatriote Ivan Roukavichnikov, lorsqu'il s'enivrait, secouait la tête, meuglait et jetait la vaisselle avec colère. Sa barbe rousse étroite trempait dans son verre. Mais sobre il était très gentil ».
Il s'est marié deux fois, la seconde fois avec Nina Sussmann. Sa beauté et la protection dont elle jouissait auprès de hauts fonctionnaires ont permis à Roukavichnikov de ne pas mourir après la révolution d'Octobre et même de profiter d'une bonne situation. Il s'occupait d'activités pédagogiques dans le domaine de la littérature. Il participa à l'organisation à Moscou en 1919 du Palais des Arts (dans l'ancien hôtel particulier Dologorouki) et après sa fermeture devint professeur à partir de 1921 à l'Institut supérieur de littérature Brioussov de Moscou où il donnait des cours sur la poésie.
Dans ses Mémoires intitulés Notes d'un survivant, le prince Serge Galitzine (1909-1989) se souvient: « Ivan Sergueïevitch Roukavichnikov nous donnait des cours de poésie. <…> Il écrivait des vers bizarres. Une fois imprimées, les lignes étaient disposées sous forme de figures géométriques - un triangle, une étoile, un trapèze ou autre chose. Il ressemblait à un mousquetaire sans épée, portait un imperméable avec un chapeau à larges bords, mais sans plume ! Il était chaussé de bottes à large revers, avait de longs cheveux bouclés couleur queue de vache, comme deux brindilles horizontales de chaque côté de la tête, des moustaches et une barbe étroite, genre Louis XIII ».
Il mourut à Moscou de tuberculose. Il est enterré au cimetière Vagankovo de Moscou dans la 15e section. Plusieurs auteurs l'ont évoqué dans leurs Mémoires dont Anastasia Tsvetaïeva.

## Œuvre

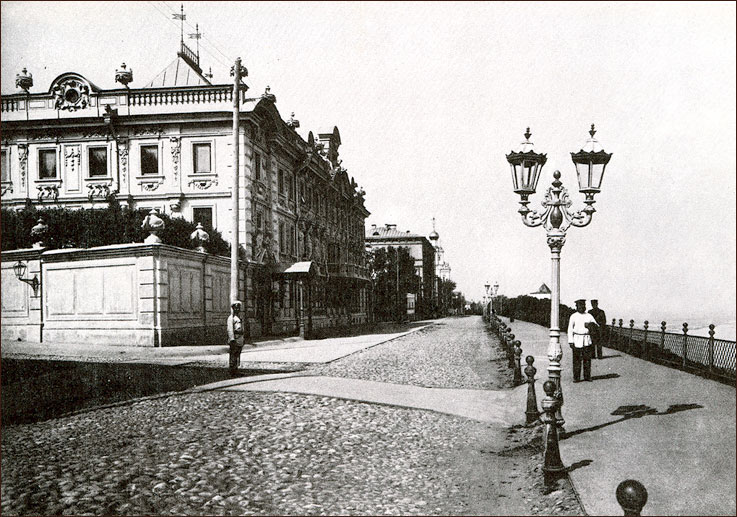
Hôtel particulier Roukavichnikov à Nijni Novgorod (1887), photographie de Maxime Dmitriev.

Les premiers vers de Roukavichnikov sont publiés dans La Feuille de Nijni Novgorod en 1896 et en 1901 son premier récit La Graine picorée par les oiseaux.
Son œuvre est marquée par le symbolisme. Ses premiers poèmes sont pleins de vagues pressentiments mystiques ; loin des intérêts politiques, Roukavichnikov prêche dans ses poèmes le culte de la beauté pure et de l'amour surnaturel.
En 1914, son recueil Proche et Distant («Близкое и далекое») est publié. Les héros de ses histoires Je, tu, il («Я, ты, он»), La Haine («Ненависть») et d'autres sont dévastés et déçus de la vie. Se précipitant et ne trouvant pas l'utilité de leurs pouvoirs, ils prennent souvent le chemin du crime. Des écrits fantastiques et mystiques de l'époque biblique, indienne ancienne ou arabe ancienne constituent la deuxième section du recueil (Distant). Les histoires de Roukavichnikov sont écrites en prose rythmée et ornementale.
Son roman le Genre maudit sorti en 1912 connaît un certain succès. le sujet du romain est l'histoire de trois générations d'une riche famille de marchands. La valeur du roman réside dans les caractéristiques quotidiennes prises sur le vif du milieu de la classe des marchands : le fondateur de l'entreprise, le « vieil homme de fer », héros de l'ère de l'accumulation, et toute la galerie de ses descendants dégénérés:: déchirés par l'argent et conscients de la vanité des choses. Dans ses dénonciations des diverses déformations mentales générées par le pouvoir de l'argent dans la société bourgeoise, Roukavichnikov ne s'élève qu'auprès de l'artiste décadent Viktor, qui rompt les liens avec le monde de l'accumulation de l'argent au nom de l'immersion dans le monde de « l'art pur » , dans le monde des quêtes créatives douloureuses. Ce roman est autobiographique, et prototype du vieil homme de fer est son grand-père, l'industriel Mikhaïl Grigorievitch Roukavichnikov.
Il est l'auteur du roman historique Arkadievka («Аркадьевка») publié en 1914. Roukavichnikov est considéré comme un maître du triolet. Il utilise des chansons populaires russes pour ses récits Stepan Razine (1925) et Pougatchevchtchina («Пугачевщина»). Il traduit aussi de la poésie ukrainienne et publie un recueil en 1909 intitulé Jeune Ukraine.

### Publications
- Семя, поклеванное птицами (récit, 1896)
- Стихотворения (recueil, 1902—1919)
- Diarum (recueil de vers, 1910)
- Проклятый род (roman, 1912)
- Аркадьевна (roman, 1914)
- Близкое и далекое (récits, 1914)
- Трагические сказки (recueil de chansons, 1915)
- Сто лепестков цветка любви. Песни женской души (recueil de vers, 1916)
- Триолеты любви и вечности (recueil de vers, 1917)
- Триолеты. Вторая книга (recueil de vers, 1922)
- Сказ скомороший про Степана Разина (poème, 1925)

### Éditions
- Diarium — СПб., 1910.
- Собрание сочинений. — Т. 1-20. — СПб.; М., 1901—1925.
- Сто лепестков цветка любви. Песни женской души. — М., 1916.
- Триолеты любви и вечности. — М., 1917.
- Триолеты. 2-я книга. - М., 1922, 192 с.
- Рукавишников И. С. Проклятый род: Роман. -- Нижний Новгород: издательство "Нижегородская ярмарка" совместно с издательством "Покровка", 1999. -- 624 с.
- Иван Рукавишников "Проклятый род: Роман. -- Нижний Новгород: издательство "Книги", 2016. -- 640 с.